# Henrikke Baumann
Henrikke Baumann, född 30 juni 1964, är en svensk professor i industri- och hushållsekologier på Chalmers tekniska högskola i Göteborg.

## Biografi
Henrikke Baumanns forskningsområde är samhällets materialflöden, och hon har forskat mycket om "plast i hav". Sedan 2018 är Henrikke Baumann professor i industri- och hushållsekologier på avdelningen Miljösystemanalys, Institutionen för teknikens ekonomi och organisation på Chalmers. Hon var en av de första i världen att skriva en avhandling om livscykelanalys (LCA), och har varit en viktig del i uppbyggnaden av det uppmärksammade forskningsämnet på Chalmers. Henrikke Baumann var en av de första att identifiera att LCA-studier förekommer i två olika typer, vilket ledde till en omfattande metod-diskussion inom LCA-forskningen. De två typerna av LCA har senare kallats prospective och retrospective LCA eller consequential LCA och attributional LCA.
Henrikke Baumann har, tillsammans med professor Anne-Marie Tillman på Chalmers, skrivit en lärobok i livscykelanalys: The Hitch Hiker's Guide to LCA. Hon myntade benämningen "Miljösystemanalys" ihop med professor Anne-Marie Tillman och professor Sverker Molander som ämnesnamn för bland annat LC-forskning.

## Priser och utmärkelser
Henrikke Baumann har tagit emot flera utmärkelser och priser. Däribland märks:
- Stiftelsen Konung Carl XVI Gustafs 50-årsfond för vetenskap, teknik och miljö (2004)[4]
- Marie Curie International Fellow (2010)[5]